# Anestesiologi

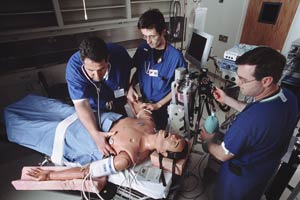
Anestesiologistudenter övar med en patientsimulator.

Anestesiologi avser läran om sövning/narkos och olika bedövningsmetoder. I Sverige är anestesi och intensivvård en medicinsk specialitet, och Svensk Förening för Anestesi och Intensivvård är en sektion inom Svenska Läkaresällskapet respektive inom Sveriges läkarförbund.
En anestesiolog, även kallad narkosläkare, har specialistutbildning om hur man använder bedövningsmedel (exempelvis ryggbedövning) och andra anestesitekniker (inte minst sövning). Utbildningen lägger även tonvikt på att behärska och upprätthålla patienters ventilation (andning) och cirkulation. Förutom att vara ansvarig för anestesi under kirurgi och andra ingrepp och undersökningar, inbegriper arbetsområdet även akutvård utanför sjukhus (såsom läkarbemannad ambulans och ambulanshelikopter), intensivvård, smärtlindring samt hyperbarmedicin.
Ordet anestesiologi kommer av grekiskans ἀν- an-, "icke", αἴσθησις aísthēsis, "känsla", "förnimmelse", och -λογία -logia, "lära".

### Webbkällor
- ”What is Anesthesiology”. Lifeline to Modern Medicine. American Society of Anesthesiologists. https://web.archive.org/web/20161221095638/http://www.asahq.org/lifeline/types%20of%20anesthesia/what%20is%20anesthesiology. Läst 11 september 2020.